# Zasvojenost
Zasvojenost je možganska motnja, za katero je značilno kompulzivno zasledovanje nagrajujočih dražljajev kljub škodljivim posledicam. Kljub vključnosti številnih psihosocialnih dejavnikov je biološki proces (, ki ga povzroča večkratna izpostavljenost zasvajajočemu dražljaju) glavna patologija, ki poganja razvoj in vzdrževanje zasvojenosti. Dve lastnosti, ki sta značilni za vse zasvajajoče dražljaje sta, da so okrepitveni (tj. povečujejo verjetnost, da bo oseba iskala ponovno izpostavljenost dražljaju) in intrinzično nagrajujoči (tj., da jih dojemamo kot inherentno pozitivne, zaželene in prijetne).
Zasvojenost je motnja možganskega sistema nagrajevanja, ki se pojavi preko transkripcijskihin epigenetskih mehanizmov in se razvije sčasoma zaradi kronične izpostavljenositi visokim dozam zasvajujočega dražljaja (npr. uživanje hrane, uporaba kokaina, spolnost, igranje iger na srečo, itd.). DeltaFosB (ΔFosB), faktor transkripcije genov, je kritični sestavni del in pogost dejavnik v razvoju skoraj vseh oblik vedenjskih in fizičnih zasvojenosti. Dve desetletji raziskav vloge ΔFosB v odvisnosti so pokazale, da je nastop zasvojenosti ter okrepitev ali reduciranje z njo povezanega kompulzivnega vedenja koherentna s prekomerno ekspresijo ΔFosB v srednjih bodičastih nevronih tipa D1 v centru za ugodje (angleško Nucleus accumbens). Zaradi vzročne zveze med odvisnostmi in ekspresijo ΔFosB se slednja predklinično uporablja kot biomarker zasvojenosti. Ekspresija ΔFosB v teh nevronih neposredno in pozitivno uravnava uživanje droge ter sensizitacijo nagrade preko pozitivne krepitve, obenem pa zmanjšuje občutljivost za averzijo.
Zasvojenost od posameznikov in celotne družbe zahteva "osupljivo visoko finančno in človeško dajatev". V ZDA so skupni gospodarski stroški za družbo višji od vseh vrst sladkorne bolezni in rakov skupaj. Vzroki za tako visoko vsoto so med drugim: neposredni škodljivi učinki drog in s tem povezani zdravstveni stroškov (npr. nujne medicinske storitve ter ambulantna in bolnišnična oskrba) ter dolgoročni zapleti (npr. pljučni rak zaradi kajenja tobačnih izdelkov, ciroza jeter in demenca zaradi kroničnega uživanja alkohola, in poškodbe ust zaradi uživanja metamfetamina), izguba produktivnosti in s tem povezana bremenitev socialnega sistema, nesreče (npr. Prometne nesreče), samomori, ubojstva ter zaporne kazni. Klasični znaki zasvojenosti vključujejo oslabljen nadzor nad uporabo substance ali vedenjem, prekomerna zaposlenost s substanco ali vedenjem ter nadaljnja uporaba kljub posledicam. Za navade in vzorce, povezane z zasvojenostjo, je značilna takojšnja zadovoljitev (kratkotrajna nagrada), skupaj s zapoznelimi škodljivimi učinki (dolgoročni stroški).
Primeri zasvojenosti s substanco in vedenjske zasvojenosti vključujejo alkoholizem, zasvojenost z marihuano, zasvojenost z amfetamini, zasvojenost s kokainom, zasvojenost z nikotinom, zasvojenost z opiodi, zasvojenost s hrano, zasvojenost z videoigricami, zasvojenosti z igrami na srečo in zasvojenost s seksualnimi odnosi. Edina vedenjska zasvojenost, ki jo trenutno prepoznavata DSM-5 in ICD-10, je zasvojenost z igrami na srečo. Izraz zasvojenost se pogosto napačno uporablja za poimenovanje drugačnih vrst kompulzivnega vedenja ali motenj, zlasti odvisnosti. Pomembna razlika med zasvojenostjo z drogmi in odvisnostjo od drog je, da je odvistnost od drog motnja pri kateri prenehanje uživanja drog povzroči neprijetno odtegnitveno stanje, kar lahko vodi v nadaljnjo uporabo drog. Zasvojenost po drugi strani pa je kompulzivna uporaba snovi ali izvajanje vedenja, neodvistno od odtegnitve. Zasvojenost se lahko pojavi v odsotnosti odvisnosti, odvisnost pa se lahko pojavi tudi v odsotnosti zasvojenosti, čeprav se pogosto pojavljata sočasno.

## Razlogi za zasvojenost
Raziskave ugotavljajo razloge za zasvojenost v različnih pojavih. Zadnja leta obstajajo močni dokazi za genetični vir pojava. Nekateri ugotavljajo, da je vpletenost v zasvojenost pojav ob nerazložljivem blagostanju in finančni neodgovornosti. Zasvojenost je bila razložena tudi kot naučen ali priučen način življenja. Praviloma se pojavlja ob osebah, ki so izrazito vpete v delo in katere le redko iščejo družbo. Zasvojenost je tako usmerjena v želeno počutje in želeno vzdušje, kar ubeseditev  tega napravi še posebej težavno in je zato težko nadomestljivo.

## Prekinitev zasvojenosti
Prekinitev zasvojenosti navadno povzroči hud duševni pretres, saj tako duša kot organizem iščeta rutino in udobje. Obsesivno kompulzivna motnja, kot bi imenovali nevrozo, ki zaznamuje odvisnika pri njegovem ponavljajočem ravnanju je praviloma posledica stabilnega in vztrajnega stališča do življenjskega sloga in ljudi v bližnji in daljni okolici. Večina odvisnosti se tako zanašajo na mišični spomin, naučene kretnje, strategije ob premagovanju stresa, pogojno učenje, izročilo. Zasvojenost zna bi prepletena z nerazrešenim žalovanjem, negotovostjo, slabo vestjo, lahko pa celo kot navada s katero nekdo rešuje, da o nekaterih stvareh ne govori z nikomer in del svoje osebnosti ne deli ne z družino ne z ljudmi s podobno hudimi izkušnjami.
Zasvojenost ima kot družbeni pojav tudi svoje družbene posledice. Odvisniki so lahko izločeni iz družbe ob javnem zasramovanju, težje je pridobiti službo, se resocializirati ob rednih izpadih, socializacija med jemalci drog ponuja tudi siceršnjo kriminalizacijo in marginalizacijo jemalcev, če so ti tudi sicer blizu družbenega roba.
Pri reševanju odvisnikov so pomembno prispevali z mrežo anonimnih alkoholikov dr.Hudolin, ob zavzemanju za medijski prostor glede odvisniškega vedenja pa je bil zelo poznan dr.Rugelj. Pomembno pomoč pri reševanju odvisnikov ponuja tudi državne ustanove za duševno zdravje, ki omogočajo začasno izolacijo posameznikov. Mreža anonimnih alkoholikov se je pomembno naslanjala na zaupnost skupine, ki ob občasnih napakah svojih članov vedno ponujajo podporo svojim članov, ko se trudijo spet postati trezni. Pomen reševanja zasvojencev je postal od sedemdesetih let dvajsetega stoletja vedno bolj tudi medijsko prepoznaven, še posebej s strani ZDA. V marsičem je porast odvisnikov posledica filozofskih sprememb na katerih se je utemeljevala tako oblast, poslovni običaji, kot tudi marsikatera kultura. Materializem, jemanje snovi in pod pogojem jemanja snovi doživljanje duhovnih dimenzij, je postalo pomemben del alternativne duhovnosti in mirovanj, nekatere droge so bile uporabljene tudi promocijsko v znanosti. Velike razlike v premoženju v povojni družbi so zahtevale, da ob predpisani enakosti bogastvo ljudje doživijo na materialni osnovi uživanja, kar je na primer na ravni ilegalnega revnega gverilnega vojaka, oziroma slabo preskrbljenega veterana ali celo neukega neizbraženega posameznika, ki živi v njihovi družbi, pomenilo plačilo v cigaretah in alkoholu, (kasneje pa le še bolj trših drogah). Sama narava države mu namreč ni dovolila, predočila ureditve kapitalizma, delniških družb, investicij, podjetništva. Po sami sociološki naravi so lahko bili bogati ali pridobitni le imetniki, lastniki, preprodajalci in proizvajalci omamnih substanc ali pa dejavnosti, ki so bile vezane na takšen promet.
Odvisniki so morali tako ali opustiti svoje družbeno omrežje oziroma napredovati po njemu kolikor le lahko. Tragedija odvisnikov kot jemalcev ekskluzivnih substanc je predvsem v ilegalnosti tako prometa kot dejavnosti. Odvisniki v želji po dokazovanju ob dovoljšni odločnosti postanejo lahko resnično nevarne osebnosti, nasilne, saj se trdno zavedajo zaradi svoje želje po razumevanju sveta, kako zelo na robu družbe so kot odvisniki. Četudi je le njihov klic dovolj, da preoblikujejo svoje življenje, je odsotnost in vztrajanje na neuresničljivih ambicijah lahko dovolj, da uničijo svoje življenje.

## Legaliziranje - aktivizem
Nekatere analize, predvsem ko sledijo nasilje pri preprodaji in seveda nasilje pri resocializaciji odvisnika, tako ponujajo legaliziranje drog, kar bi uredilo mnoge zaplete povezane z razreševanje takšne kriminalitete, predvsem pa pomeni socializacijo škode, ki nastaja z ustvarjanjem dobička od proizvodnje in trženja zasvojljivih snovi. Aktivisti se opirajo na trženje in trošarine alkohola in tobaka in želijo podobno družbeno vlogo tudi sami. V drugih družbah (Portugalska) je politika kaznovanja omejila policijske organe, da ne preiskujejo manjših incidentov. Argumentacija legalizacije drog izhaja iz revščine preprodajalcev in njihove podjetniške pravice, da nabirajo kapital v svoji okolici z vsemi možnimi sredstvi. Ključna za odvisnika je torej čustvena podpora z jasnimi mejami. Pravna ureditev tako omogoča izolacijo odvisnika od družbe oziroma resocializacijo, Evropska konvencija za človekove pravice celo izrecno izvzame odvisnika med postopkom resocializacije od pravic, ki so sicer na voljo drugim državljanom v primeru kazenskih postopkov.
Teoretično odvisnik od preprodajalca ni oškodovan med preprodajo drog, saj takšno vedenje velja za samopoškodbeno vedenje, odraz odvisnikove duševne motnje. Družba se pri tem naslanja na razmišljanje o svobodni volji in osebni odgovornosti. Razmišljanje o legalizaciji zavrača to prepričanje, saj v primeru visoke urbanizacije naselij in slabe socializacije prebivalstva te predpostavke niso več enako močne. Slaba vezljivost družbe, še posebej odvisnikov, jih postavlja med duševne bolnike. Ilegalnost določenih drog in njihova kriminalizacija povečuje marginalizacijo njihovih uporabnikov, legaliziranje drog pa bi lahko pomenilo prost vstop teh snovi v šolski program, kjer so sedaj predvsem del snovi programa preventive, predvsem pa bi olajšalo kriminaliziranje nasilja povezanega s preprodajo.
Nekateri elementi legalizacije trdih drog so na voljo kot zagotavljanje čistih igel in omogočanje nadomestnih substanc, obveščanje o sumljivi trgovini.

## Ureditev odvisnika - alternativa
Janez Rugelj je verjel, da pomaga pri premagovanju obsesivno kompulzivnega vedenja tudi razširitev obzorij. Odvisnik naj se loti branja kvalitetne literature, telesnega udejstvovanja, spoznavanja narave, orientacije po okolju, spoznavanja sosedov, udeležuje naj se bralnih skupin, društvenih dejavnosti, prizadevati se mora za javne nastope in udeležbo v javnih dejavnostih, stremeti mora k funkcionalnosti svojega življenja in se prizadevati za boljšo družbo. Ob vseh teh dejavnostih, ki se izvajajo na precej zahtevni ravni, je lahko vsak državljan, tudi obolel za obsesivno-kompulzivno motnjo, vzoren in uporaben član družbe. Rugelj govori tudi o visoko funkcionalnem odvisniku, torej posamezniku, ki še ni doživel krize, a jo bo.
Težava pri zasvojenosti je njena povezava z anarhizmom oziroma proti ustanovam družbe. Asocialnost in mladostniško uporništvo, ki se napaja z najboljšega, kar premoremo, ko stremimo k idealom, na neki točki mora preiti k odgovornosti do sebe in svojih bližnjih. Asocialna oseba, ki se vmes izgubi, mora praviloma ponovno najti ideale zaradi katerih je bila nekdaj mladostna.
Ker je pomemben del boja proti odvisnosti nastalo kot prizadevanje za prohibicijo alkohola in boj za enakovredno volilno pravico ženskam v ZDA, je mnogokrat prepleteno s puritanizmom in ameriško gangstersko kulturo tistega časa. Prisvajanje nekaterih kulturnih vzorcev iz zDA preko dr.Ruglja je bilo tako mnogokrat škodljivo za javno zdravstvo v osemdesetih letih 20.stoletja.

## Terapije
Med mnoštvom različnih terapij, ki so na voljo za težavne mladostnike, nezrele odrasle osebe, delikvente in posredovanja med starši in otroki tako med izobraževanjem kot za potrebe razreševanja drugih situacij, je ključno zaupanje v sam postopek in spoštovanje vseh udeležencev v postopku.
Pri nekaterih zapletih vezanih na subkulture je ključno, da se posameznik počuti uveljavljenega in spoštovanega zaradi svojih prizadevanj. Oseba, ki jemlje trdo drogo, lahko spremeni svoje življenje, a ključni vzorci bodo ostajali podobni in vodili k podobnim situacijam. Vrnitev k škodljivim navadam tako ne more biti popolnoma neobičajna. Sposobnost učiti se z napak, ubesediti napake ni vedno samoumevna. Nekatere substance so lahko zaradi stranskih efektov še posebej škodljive, težko je ovreči tudi znanstva in prijatelje, kar zahteva od posameznikov velike prelomnice.
Osebe, ki so sposobne delovati preko težav oziroma so sposobne napake reševati predčasno, so praviloma zato utrujene, nemočne, depresivne. Frustracije teh vrst se rešuje z osmišljanjem bivanja, zmanjšanjem ali spreminjanjem ciljev, preoblikovanjem dnevnih, mesečnih ali letnih načrtov in iskanjem boljših stikov z družinskimi ali drugače pomembnimi osebami v svojem življenju. Pomaga tudi terapija s smehom.
Odvajanje od drog je lahko zelo zahteven in mučen proces. Zahteva trdnost, disciplino, željo po potrjevanju, radovednost in mnogokrat neracionalno vedenje in sledenje nerazumljivim navodilom. Osebe, ki imajo težave z avtoriteto, ali pa iščejo materinski ali očetovski lik v okolici, se morajo spoprijateljiti sami s seboj in svojimi ambicijami. Če je njihov oče ali mati imela opravka s podobno duševno motnjo, morajo sprejeti vse elemente duševne bolezni svojih staršev. Za samo terapijo je zelo koristno, če se lahko pogovarjajo s stabilnim partnerjem, družinskim prijateljem, otroki, starši in drugimi bližnjimi o izzivih v njihovem sedanjem življenju in napakah iz preteklosti.